# Тънък клиент
Тънък клиент (на английски: thin client) в компютърните технологии е компютър или програма клиент в мрежа с клиент-сървърна или терминална архитектура, който пренася всичката или голяма част от задачите по обработка на информацията на сървър. Пример за тънък клиент може да бъде компютър с браузър, който се използва за работа с уеб приложения.
Уеб клиентите (на английски: web clients) могат да бъдат програми – например браузър. А уеб клиентът като устройство – това е устройство, основното приложение, на което (от гледна точка на разработването на устройството или маркетинга), това е използването на браузър.
- Сравнение на размерите – тънък клиент (вдясно) в сравнение с традиционния настолен PC
- Това изображение симулира структурата между тънкия клиент и сървъра, свързани посредством локална мрежа.